# 佩恩斯點 (伊利諾伊州)
佩恩斯點（英語：Paynes Point）是位於美國伊利諾伊州奧格爾縣的一個非建制地區。該地的面積和人口皆未知。

## 地理
佩恩斯點的座標為42°01′28″N 89°12′24″W / 42.02444°N 89.20667°W，而該地的平均海拔高度為275米（即902英尺）。